# Morgenrot (Film)
Morgenrot ist ein deutsches patriotisches U-Boot-Drama von Gustav Ucicky aus dem Jahr 1933, das am 31. Januar 1933 in der Schauburg in Essen uraufgeführt wurde, kurz nach der Machtergreifung Hitlers. Edgar Freiherr von Spiegels Kriegstagebuch U 202 bildet die Vorlage für das von Gerhard Menzel verfasste Drehbuch.
Das U-Boot-Drama aus dem Ersten Weltkrieg mit Rudolf Forster, Adele Sandrock, Fritz Genschow und Camilla Spira in den Hauptrollen war noch in der Zeit der Weimarer Republik gedreht worden.

## Handlung
Die Besatzung eines deutschen U-Bootes unter Kommandant Kapitänleutnant Liers sticht im Ersten Weltkrieg nach einem Heimaturlaub in Meerskirchen wieder in See. Es fällt den Männern schwer, sich von ihren Freundinnen zu verabschieden, aber Pflichterfüllung ist oberstes Gebot. Liers Mutter hat schon zwei Söhne in diesem Krieg verloren und zweifelt an dessen Sinn.
Die Feindfahrt verläuft zunächst erfolgreich, und es wird ein englischer Kreuzer versenkt. Dann gerät das Boot jedoch in eine englische U-Boot-Falle, die einen Zerstörer herbeifunkt. Der Zerstörer rammt das U-Boot, das daraufhin sinkt.
In 60 Metern Tiefe sitzen Kapitänleutnant Liers und neun Besatzungsmitglieder in ihrem Boot fest. Da das Vorschiff vollgelaufen ist, kann das Boot nicht wieder auftauchen. Es gibt aber nur acht Tauchretter, sodass zwei Männer zurückbleiben müssen. So beschließt die Mannschaft, lieber gemeinsam zu sterben, als zwei zurückzulassen. Doch dann entscheiden sich der Erste Offizier Fredericks und der Matrose Petermann, sich für die Mannschaft zu opfern, weil sie ihrem Tod dadurch einen Sinn geben wollen. Sie erschießen sich. Die übrigen acht Mann können sich retten und sehen in dem Opfertod ihrer Kameraden den Auftrag zum Weiterkämpfen.

## Produktionsnotizen und Hintergrund
Die Dreharbeiten zum Film fanden in den Monaten Oktober und November 1932 in Kiel und Umgebung sowie in der Ostsee bei Helsingfors auf einem finnischen U-Boot statt. Weitere Aufnahmen entstanden im Atelier der UFA in Neubabelsberg. Produktionsfirma war die Universum-Film AG (UFA) in Berlin. Die Produktionsleitung hatte Günther Stapenhorst inne, die Aufnahmeleitung lag bei Erich von Neusser. Günther Anders assistierte Chefkameramann Carl Hoffmann. Die Filmbauten wurden von Robert Herlth und Walter Röhrig überwacht. Die Filmcrew wurde von Kapitänleutnant a. D. Werner Fürbringer beraten.
Der Film hat eine Länge von 2.338 m, was 85 Minuten entspricht. Am 20. Januar 1933 wurde er unter der Prüfnummer B.32990 von der Zensur mit einem Verbot belegt, das am 26. Januar 1933, Prüfnummer O.06209, aufgehoben wurde. In einer Prüfung am 25. November 1939, Prüfnummer B.52781, wurde Morgenrot erneut überprüft und für „jugendfrei“ befunden. Am 12. Februar 1940, Prüfnummer B.53308, wurde dieses Ergebnis abermals bestätigt. Nach dem Krieg sprach die Alliierte Militärzensur im Juni 1945 erneut ein Verbot aus. Am 17. Oktober 1986, Prüfnummer 51313, wurde der Film einer FSK-Prüfung unterzogen und ab 18 Jahren freigegeben mit dem Zusatz „nicht feiertagsfrei“. Arbeitstitel des Films waren Und setzt ihr nicht das Leben ein… sowie auch Das Denkmal des deutschen U-Bootes.
Nachdem die Uraufführung des Films am 31. Januar in Essen stattgefunden hatte, lief er am 2. Februar 1933 als Erstaufführung im Ufa-Palast am Zoo in Berlin, der Adolf Hitler und die engsten Mitglieder seines Kabinetts beiwohnten. Wie der Film seinerzeit in der nationalen Presse gewürdigt worden war, führte dazu, dass er nach 1945 eine Einordnung als präfaschistischer Kriegsfilm erfuhr.
Joseph Goebbels fasste seine Kernaussage zu Morgenrot im Februar 1933 in seinem Tagebuch in dem Satz zusammen: „Zu leben verstehen wir Deutschen vielleicht nicht; aber sterben, das können wir fabelhaft.“ Laut literaturkritik.de habe die UFA mit diesem „zu Beginn der NS-Herrschaft uraufgeführten Spielfilm über Führerkult und Opferbereitschaft“ die neuen Machthaber umworben.
Karlheinz Wendtland war der Ansicht, dass der Film „einen nationalen, keinen nationalsozialistischen Charakter“ habe.

## Lieder
- Denn wir fahren gegen Engeland
- Ich hatt’ einen Kameraden
- In der Heimat in der Heimat, da gibt’s ein Wiedersehn
- Muß i denn zum Städtele hinaus
- Nun danket alle Gott
- Wenn die Soldaten durch die Stadt marschieren

## Kritik
„Bereits in den Monaten vor der NS-Machtübernahme gedreht, nimmt dieser Hymnus auf die soldatische Pflichterfüllung einige der zentralen Motive nationalsozialistischer Filmpropaganda vorweg: Unbedingte Opferbereitschaft für das Vaterland, das militärische Kollektiv als sinnstiftende Einheit. Dazu kommt eine mythische Todessehnsucht, die sich etwa in dem folgenden, seiner Deutlichkeit wegen oft angeführten Zitat zeigt: ‚Zu leben verstehen wir Deutschen vielleicht schlecht, aber sterben können wir jedenfalls fabelhaft!‘“

## Auszeichnungen
- Die Filmprüfstelle verlieh dem Film das Prädikat „Künstlerisch“